# Gabriel Bosoi
Gabriel Bosoi (n. 11 august 1987, Șuțești, România) este un fotbalist român, care evoluează pe posturile de mijlocaș sau fundaș dreapta la clubul din , .